# Ramon Felipó i Oriol
Ramon Felipó i Oriol (Manresa, 1950) és advocat, investigador en el camp de la cultura popular i bibliòfil.

## Obra seleccionada[1]
- El Català al món : premsa i ràdio en català a Europa, Amèrica i Oceania Editorial el Llamp (1984)
- El Català del nord : premsa i ràdio catalanes al Rosselló, Capcir, Vallespir, Conflent i Cerdanya septentrional Editorial el Llamp (1985)
- Mossèn Verdaguer : el poeta, el sacerdot, l'home, el malalt / Josep Falp i Plana ; edició alctualitzada amb pròleg de Ramon Felipó; Solsona, Ajuntament de Solsona, 2002
- Mossèn Cinto i el Pi de les Tres Branques (2003) Edicions el Mèdol (Tarragona)
- Tradicions patriòtiques / Joan Amades ; introducció de Ramon Felipó; Tarragona : [El Mèdol], 2001
- Queralt. El santuari de la Mare de Déu 1a ed. (2004) 2ª ed. (2011) Col·lecció Mar Blava - Llibres de l'Índex (Barcelona) 3r. 2013 Col·lecció Mar Blava - Llibres de l'Índex (Barcelona)
- La Patum, el Corpus Christi de Berga (2005) Edicions el Mèdol (Tarragona)
- Antigues imatges de la Patum (2006) Llibres de l'Index (Barcelona)
- Imatges de la Patum a la II República, Barcelona : Llibres de l'Índex, 2007
- Músiques de la Patum (2008), LLibres de l'Índex, juntament amb Sergi Cuenca
- Notes biogràfiques de Marià Grandia i Soler i la seva Monografia lingüística de Vallcebre;  amb Maria Pilar Perea,  Llibres de l'ïndex, Barcelona, 2014.
- Verdaguer i el Pi de les Tres Branques;Llibres de l'ïndex, Barcelona, 2014.